# Narttu
Narttu je česká poprocková hudební skupina z Vimperka, která byla založena na konci roku 2006. Slovo "Narttu" pochází z finštiny a znamená "děvka".
Sama kapela označuje svůj hudební styl za „wom-rock“, kdy "wom" je zkratka od slova women = ženy. Česky by se dal uvést jako "rock pro ženy".

## Historie skupiny

### 2006-2009 Začátky
S nápadem založit skupinu přišel textař a kytarista Roman Mráz. Spolu s bratry Janem a Ivanem Tláskalovými a jejich bratrancem Zdeňkem Škopkem tak vznikla téměř rodinná kapela (Roman v té době chodil se Zdeňkovou sestrou). Scházet se začali v garáži Zdeňkových rodičů, v malé jihočeské vesničce Horosedly.
Skupina uvádí jako oficiální datum svého vzniku 26. prosince 2006. Je to z důvodu, že v tento den měli kluci první zkoušku v plném nástrojovém obsazení. Ivan totiž dostal pod stromeček svou první baskytaru (do té doby hrál pouze na housle).
Začátkem roku 2007 se kluci schází každý víkend a začínají přemýšlet o vhodném názvu. Možná díky zálibě ve skandinávských kapelách kluci zabrousí do česko-finského slovníku, kde je zaujme slovíčko narttu, které v doslovném překladu znamená "děvka". Líbí se jim nejen skutečný význam, ale později také fakt, že mnoho nezasvěcených tento název považuje za ryze českou slovní hříčku - že máme cosi na rtu (nejlépe píseň), kdy druhé "T" je přidáno pouze z esteticko-grafického důvodu.
Jasno mají také v tom, že chtějí hrát vlastní tvorbu s českými texty. Honza tak píše první autorskou píseň "Voníš" a spolu s Romanem brzy vytvářejí materiál, který se následně vydávají nahrát do studia Bohouše Zatloukala, vynikajícího kytaristy a hudebníka, známého především ze skupiny Jasná Páka/Hudba Praha. Vzniká tak první demonahrávka s názvem Černá můra (2007), kterou dnes skupina s humorem označuje jako "takový relaxační bigbítek". V tomto roce také skupina odehraje několik prvních koncertů.
V roce 2008 přichází Petr Pankratz a doplňuje sestavu o druhou kytaru. O kapele začíná být stále více slyšet a objevují se první zmínky v lokálních médiích.
Protože kytar není nikdy dost, skupina se začátkem roku 2009 rozrůstá o sólového kytaristu Davida Fridricha, který do té doby působil ve vimperské partičce G-rock. Jednoho dne přišel kluky navštívit do zkušebny s tím, že si trochu "zadžemují". Vznikla z toho píseň "Invaze" a David zůstal natrvalo. První koncert v nové šestičlenné sestavě je zároveň zaznamenán na dvd a nazvaný jednoduše "Narttu live 2009". DVD pokřtila v prachatickém Clubu 111 mistryně světa v cyklistice a vimperská rodačka Tereza Huříková.

### 2010-2012 Letíme jako šílený
Začátkem roku 2010 přichází první velká příležitost. Na jednom koncertu si kapelu vyhlédne manažer skupiny Harlej a kluci dostávají nabídku jet jako předkapela na společném tour Harlej & Škwor 2011. Část léta tak tráví natáčením prvního oficiálního cd Letíme jako šílený, ve studiu Hacienda Miloše Dodo Doležala. Je zajímavé, že jednotlivé skladby byly nahrány starým klasickým způsobem, tj. celá kapela najednou (nikoli každý nástroj zvlášť, jak je to běžné dnes). Záměrem producenta bylo docílit trochu ušpiněného a živého koncertního zvuku. Přestože dnes kapela o tomto počinu hovoří spíše s rozpaky, u fanoušků se tato deska těší velké oblibě a některé písně jsou neodmyslitelnou součástí koncertního setlistu.
Rok 2011 kapela zahajuje křtem nové desky Letíme jako šílený a následuje tour po celé ČR, jako překapela skupin Harlej a Škwor. Kapela zde získává nové příznivce a nepřetržité koncertování trvá ještě po celý rok 2012, kdy se skupina pomalu chystá k tvorbě materiálu na další desku.

### 2013-2016 Tady a teď!
Skupina stále pilně koncertuje a také zkouší materiál pro nové cd. K Vánocům roku 2013 kapela naděluje svým fanouškům svůj historicky první videoklip a singl k chystanému cd Strašák Viktor, který byl natočen v krásné šumavské přírodě.
Začátkem roku 2014 již probíhá nahrávání nové desky. Tentokrát padá volba na studio Hellsound, pod vedením skvělého hudebníka Honzy Kapáka (Avenger, Master's Hammer) a v dubnu téhož roku křtí kapela své druhé cd s názvem Tady a teď!. Poprvé jsou také písničky skupiny Narttu slyšet v éteru, kdy je do své rotace zařazuje RockRadio. Za zmínku stojí úspěch písně Zhasínám prázdnej byt, která vyhrává 10x po sobě kissparádu rádia Kiss.
Po bohatém koncertování kapela přináší fanouškům koncem roku 2015 další singl a klip Za zrcadlem, který opět fanouškům naděluje k Vánocům.
Rok 2016 je ve znamení festivalů, kdy se poprvé objevují na těch velkých a zvučných, z nichž jmenujme například Benátskou noc, Basinfirefest, Sázava fest a mnoho dalších. Poprvé se také vydávají za hranice na sousední Slovensko, kde se účastní festivalu Rock pod Kameňom ve Snině. Pomalu také startují přípravy na třetí studiové album.

### 2017-2019 Nová kapitola
V první polovině roku 2017 odchází z kapely jeden z jejích zakládajících členů, baskytarista Ivan Tláskal a na jeho místo přichází skvělý muzikant Vratislav "Tonny" Pitra.
Kapela začíná pracovat na nové image, oslovuje skvělého producenta Armina Effenbergera (Kryštof, Mandrage, atd.) a práce na třetím studiovém albu se konečně rozjíždí na plné obrátky. Koncem roku tak kluci dodržují tradici a na Vánoce opět servírují klip a singl Hračky, který dává nahlédnout, jakým směrem se kapela hodlá nadále ubírat. Jedná se také o první klip kapely, který má premiéru na TV Ocko.
V únoru roku 2018 dostává Honza "nabídku, která se neodmítá" a stává se sólistou divadla RockOpera Praha. V létě 2018 kapela vypouští další singl a lyric video s názvem Papírový svět. Zároveň ve studiu dokončují duet Piškvorky s Olgou Lounovou, ke kterému zároveň natáčejí také vydeoklip. Ten fanouškům servírují na svátek sv Valentýna, 14.2.2019. 

### 2020-2023 Doba ledová
V těchto letech kapela omezuje svou aktivitu na minimum (ostatně jako všichni v tomto smutném období). 
V roce 2021 alespoň navazuje kontakt s novým producentem a mj. vynikajícím kytaristou Martinem "Hollym" Hollandrem. Spolupráci zahajují remakem titulní písně "Invaze" (z debutového alba "Letíme jako šílený!", od jehož vydání uplynulo toho času deset let). K písni natáčí také klip, aby alespoň online formou potěšili své fanoušky tomto "období temna".

### 2024-???? Třetí deska
Kapela v tomto roce téměř povstává z popela. Odehraje několik parádních koncertů a také konečně pokračují práce na odložené třetí desce (stále pod taktovkou Martina Hollandra). V létě vychází nový singl a klip Adéla. Na samotný závěr roku pak kapela odehraje koncert v roli předskokana legendární maďarské kapely Omega a naděluje fanouškům další singl s názvem Gravitace.

## Diskografie

### Dema
- Černá můra (demo, 2007)

### Studiová alba
- Letíme jako šílený (2011)
- Tady a teď! (2014)

### DVD
- Narttu live (2009)

## Videoklipy
- Strašák Viktor (2013)[8]
- Za zrcadlem (2015)
- Hračky (2017)
- Papírový svět (2018)
- Piškvorky (2019)
- Invaze (2021) - remake
- Adéla (2024)